# 液壓缸

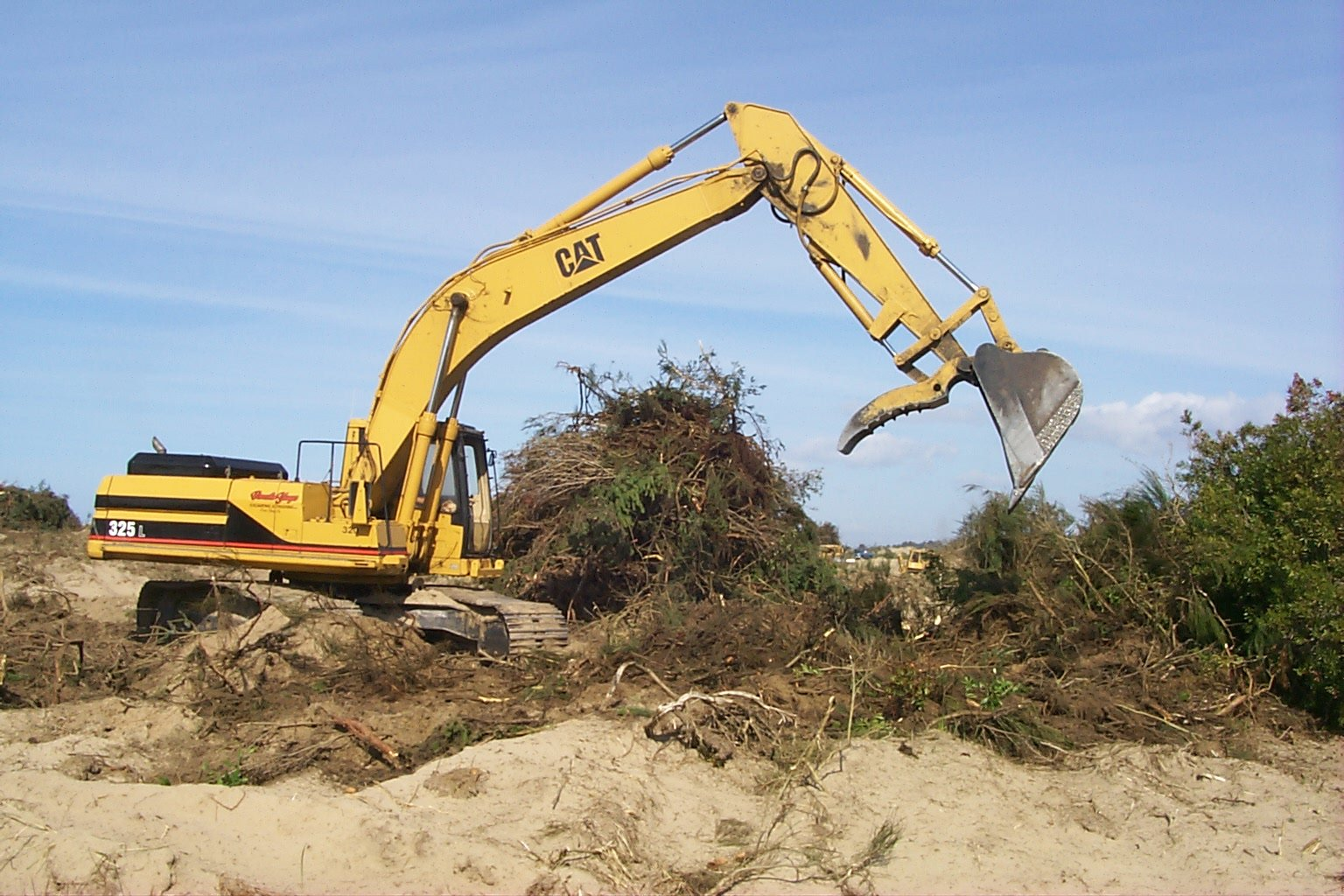
挖土機上的液壓缸，用來控制機械連桿機構。

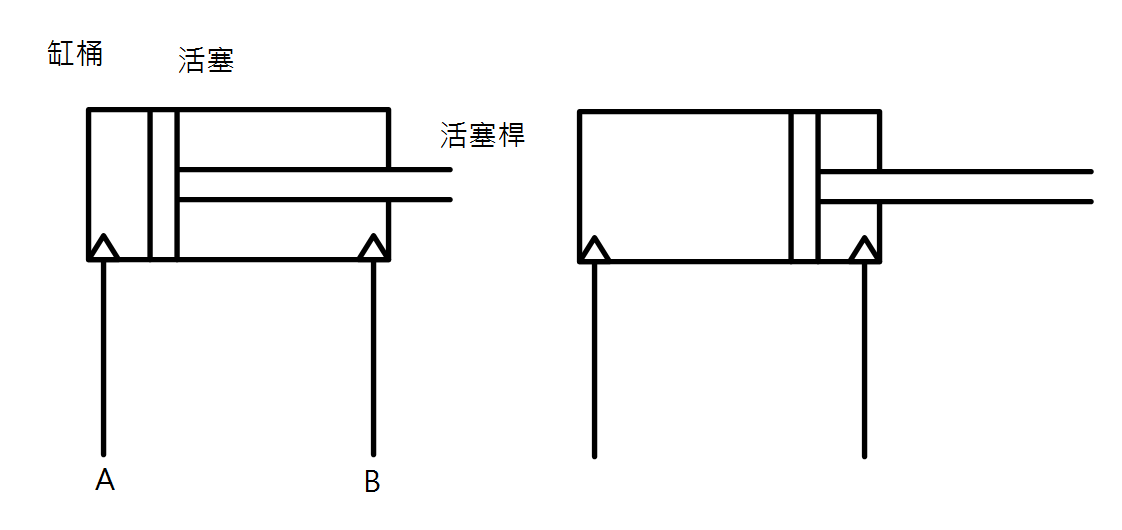
雙動液壓缸的符號，當液壓流體從A管進入，將活塞向外推出，活塞桿於是伸出。反之，液壓流體從B管進入，活塞桿縮回。

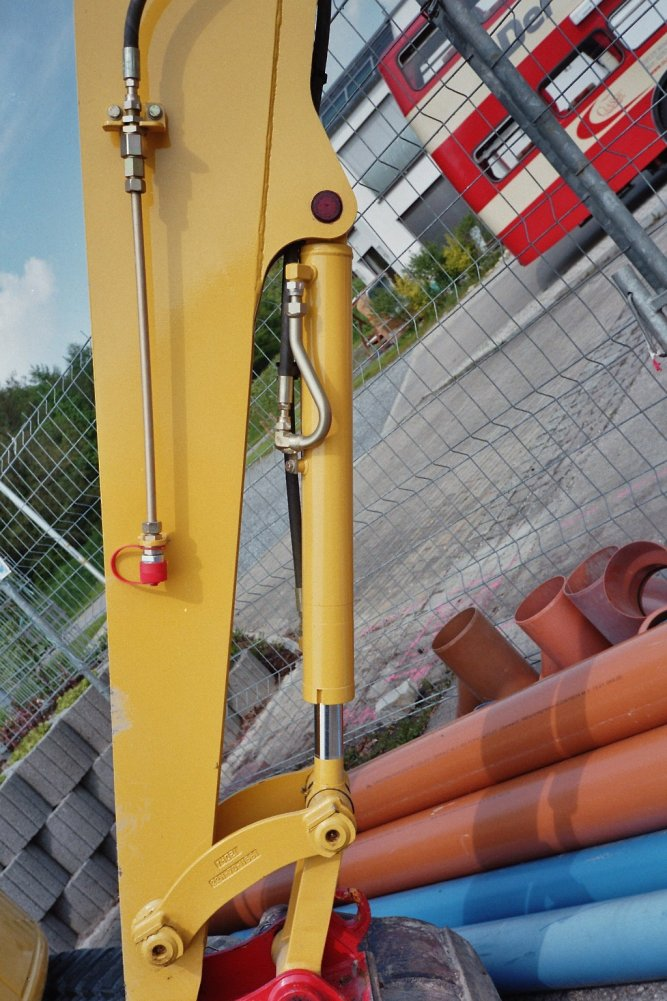
挖土機上的液壓缸

液壓缸（英語：Hydraulic cylinder），將液壓能轉變爲機械能的、做直線往複運動（或擺動運動）的液壓執行元件。它結構簡單、工作可靠。用它來實現往複運動時，可免去減速裝置，並且沒有傳動間隙，運動平穩，因此在各種機械的液壓系統中得到廣泛應用。
是一種機械致動器，用來從單向的行程得到單向的力。許多應用都會使用到液壓缸，尤其是在工程作業車輛中，像挖土機就利用液壓缸來控制鏟斗以及機械手臂的動作。
液壓缸的構造主要有三：缸桶、活塞以及活塞桿。